# Sozialwissenschaftliches Gymnasium
Ein Sozialwissenschaftliches Gymnasium oder Sozial- und gesundheitswissenschaftliches Gymnasium ist ein Gymnasium, das nur eine Oberstufe besitzt. Eine frühere Bezeichnung lautete Sozialpädagogisches Gymnasium. Mit einer Schuldauer von drei Jahren wird es als Schulform des Beruflichen Gymnasiums in Baden-Württemberg angeboten.
Mit erfolgreicher Beendigung der Abschlussklasse besitzen Schüler die allgemeine Hochschulreife und haben die Berechtigung zum Studium an einer Hochschule.
Zugangsvoraussetzung sind der Mittlere Schulabschluss, dazu der erweiterte Sekundarschule-I-Abschluss bzw. die Mittlere Reife oder die Versetzung in die Oberstufe eines Gymnasiums.

## Lehrplan
Für das Profil Soziales gibt das Landesamt für Schulentwicklung als Profilfach Pädagogik und Psychologie an, als Wahlfächer Informatik, Handwerk und Mittelstand, Ernährungswissenschaft, Textverarbeitung und Wirtschaftslehre. Für den Bereich Gesundheit ist, bei denselben Wahlfächern das Profilfach Gesundheit und Pflege.
Absolventen wird die Allgemeine Hochschulreife (Abitur) oder, wenn die zweite Fremdsprache nicht belegt wurde, in einigen Bundesländern die Fachgebundene Hochschulreife verliehen. Abgängern der vorletzten Jahrgangsstufe kann unter bestimmten Voraussetzungen die Fachhochschulreife zuerkannt werden.